# Kanton Fréjus
Der Kanton Fréjus ist seit 1790 ein französischer Wahlkreis im Arrondissement Draguignan, im Département Var und in der Region Provence-Alpes-Côte d’Azur. Er besteht aus dem südlichen Teil der Stadt Fréjus mit insgesamt 46.074 Einwohnern (Stand: 2022).
Bis zur Neuordnung gehörten zum Kanton Fréjus die drei Gemeinden Bagnols-en-Forêt, Fréjus und Les Adrets-de-l’Estérel. Sein Zuschnitt entsprach einer Fläche von 167,43 km2. Er besaß vor 2015 einen anderen INSEE-Code als heute, nämlich 8313.